# Тит Квинкций Капитолин Барбат (консул 421 пр.н.е.)
Вижте пояснителната страница за други личности с името Тит Квинкций Капитолин Барбат.
Тит Квинкций Капитолин Барбат (на латински: Titus Quinctius Capitolinus Barbatus) e политик на ранната Римска република.

## Биография
Произлиза от патрицианската фамилия Квинкции. Син е на Тит Квинкций Капитолин Барбат и баща на Тит Квинкций Капитолин Барбат (военен трибун 405 пр.н.е.).
През 421 пр.н.е. той е консул заедно с Нумерий Фабий Вибулан.